# Владимир Жога
Владимир Артјомович Жога (рус. Владимир Артёмович Жога; Доњецк, 26. мај 1993 — Волноваха, 5. март 2022), такође познат под надимком Воха, био је гардијски пуковник Доњецке Народне Републике (ДНР) и командант издвојеног извиђачког батаљона „Спарта“.
Постхумно је проглашен херојем Доњецке Народне Републике и херојем Руске Федерације.

## Биографија
Рођен је 26. маја 1993. године у Доњецку.
Живео је и радио у Славјанску, где су му се родитељи преселили. Као дете, волео је фудбал. Након што је завршио средњу школу, покушао је да се упише на Донбаски државни педагошки универзитет, али није успео да се упише на њега, те се уписао и у техничку школу, где је студирао у одсуству. Радио је са својим оцем, који је имао неколико рибњака.
Од првих дана је учествовао у рату у Донбасу. У почетку је учествовао у јединицама самоодбране Славјанска. Рањен је у главу у борбама за Славјанск, током борби у рејону Снижне рањен је у руку, у борбама за границу рањен је од 13 гелера, рањен је и приликом одбијања јуриша код Шахтјорска, а у борбама за аеродром рањен је у главу. Био је заменик командира извиђачке чете. Преузео је команду над батаљоном Спарта у октобру 2016. године након погибије његовог команданта Арсена Павлова (Мотороле), чији је Жога претходно био возач, а потом и први заменик. Био је кум Моторолиној ћерки.
Погинуо је 5. марта 2022. године у Волновахи, обезбеђујући евакуацију цивила из града. Након његове смрти, команду над батаљоном Спарта преузео је његов отац, потпуковник Артјом Жога.
Постхумно је одликован од главе ДНР Дениса Пушилина орденом Хероја Доњецке Народне Републике, а 6. марта 2022. године председник Русије Владимир Путин постхумно га је одликовао златном звездом Хероја Руске Федерације.

## Наслеђе
Дана 18. марта 2022. године, улица у граду Волновахи, која је пре заузимања од стране трупа ДНР носила назив „Улица хероја 51. специјализоване бригаде” Оружаних снага Украјине преименована је у „Улицу хероја Русије Владимира Жоге“. У свечаној церемонији преименовања учествовали су шеф ДНР Денис Пушилин и секретар Генералног савета Јединствене Русије Андреј Турчак. Још једна улица у Ростову на Дону носиће Жогино име.